# Mandres-la-Côte
Mandres-la-Côte är en kommun i departementet Haute-Marne i regionen Grand Est (tidigare regionen Champagne-Ardenne) i nordöstra Frankrike. Kommunen ligger i kantonen Nogent som tillhör arrondissementet Chaumont. År 2022 hade Mandres-la-Côte 558 invånare.

## Befolkningsutveckling
Antalet invånare i kommunen Mandres-la-Côte
| Referens: INSEE |